# Rally de España Histórico
El Rally de España Histórico es una prueba de rally históricos que se disputa anualmente en la Comunidad de Madrid desde 2009. Forma parte del Campeonato de España de Rally Históricos tanto en la modalidad de velocidad como de regularidad y del Campeonato de Europa de Rally Históricos. Es heredera del Rally RACE de España, prueba que nació en 1953 y que formó parte del Campeonato de España de Rally y del Campeonato de Europa de Rally durante la mayoría de sus ediciones. Se dejó de celebrar en la década de los años 80 y en 2009 se recuperó como prueba de carácter histórica.

## Historia

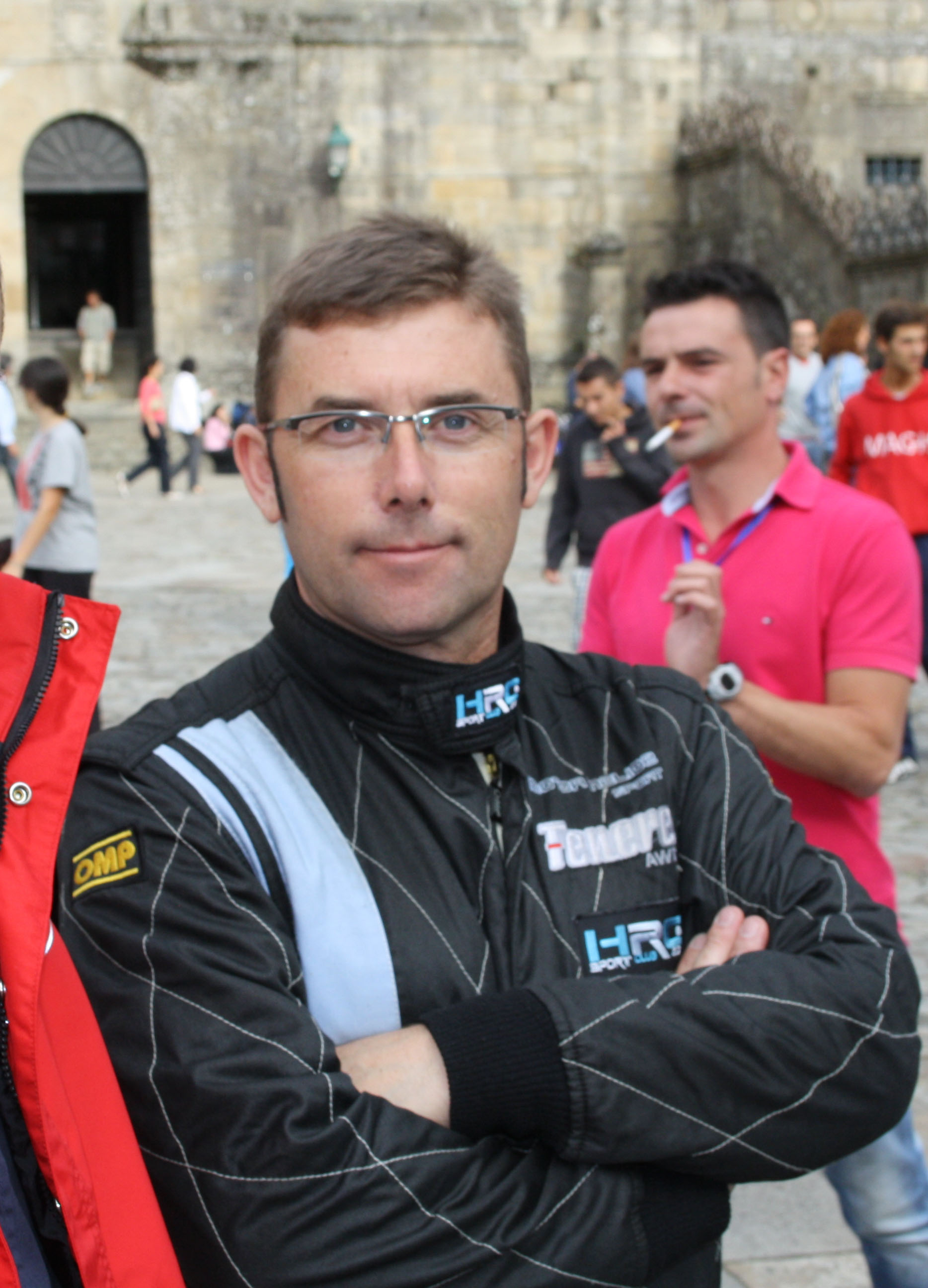
Jesús Ferreiro es el piloto con más victorias en la prueba: tres (2009, 2011 y 2014).

En 2009 la prueba se recuperó gracias al Club Deportivo Rally de España Histórico y siendo puntuable para el Campeonato de España de Rally Históricos tanto en la modalidad de velocidad como de regularidad. En la primera edición que discurrió por la provincia de Madrid y Segovia con quince tramos a disputar, algunos de ellos nocturnos, el ganador en la modalidad de velocidad, fue el gallego Jesus Ferreiro con un Porsche 911, segundo fue el andaluz Enrique Villar y tercero Antonio Sainz con un Ford Escort. En la modadidad de regularidad venció Jaime Queralt-Lortzing Beckmann a bordo de un Alfa Romeo GTV y copilotado por Manuel González Gajate. Segundo José Santamaría con un Seat 124 y tercero Antonio Foncillas que pilotaba un BMW 2002.
En 2010 el vencedor fue Toño Sainz con un Porsche 911 Carrera, mientras que el ganador de la edición anterior, Ferreiro abandonó por doble avería. Segundo fue Rafael Serratosa con un TVR Griffith y tercero Cesar Antón con un Porsche Carrera RS. En la modalidad de regularidad venció Josep Gui a los mandos de un Renault 5 Alpine, segundo fue Ricardo González con un Ford Escort RS 2000 y tercero Antonio Campos con un BMW 2002.
En 2011 la FIA incluyó la prueba dentro del calendario Campeonato de Europa de Rally Históricos para la temporada 2012 en la modalidad de velocidad.  Al igual que en el pasado la prueba se lleva a cabo en la Comunidad de Madrid y provincias de los alrededores como Ávila y Segovia.
La quinta edición celebrada en marzo de 2013, que por segundo año fue puntuable para el Campeonato de España y el Campeonato de Europa de Históricos, fue de nuevo dominada de principio a fin por Carlos Sainz y Luis Moya a bordo de un Porsche 911 SC. En el campeonato de España, Jesús Ferreiro fue segundo y el italiano "Pedro" tercero, piloto que sin embargo fue segundo en el europeo seguido de Antonio Sainz con el Lancia 037. La prueba también fue válida para el campeonato de España de regularidad donde venció José Ramón Campos a bordo de un Porsche.
En 2014, la sexta edición, Jesús Ferreiro se llevó la victoria tras marcar el mejor tiempo en los ocho tramos disputados, y se convirtió en el piloto con más victorias en la prueba, tres, donde ya había ganado en 2009 y 2011. En el podio estuvo acompañado por el andorrano Ferran Font y el sueco Mats Myrsell. En las categorías de regularidad vencieron: Campos (Campeonato), Zorrilla (Copa) y Asenjo (Trofeo).

## Palmarés
| Año  | Edición                      | Piloto                          | Copiloto                 | Automóvil              | Series      |
| ---- | ---------------------------- | ------------------------------- | ------------------------ | ---------------------- | ----------- |
| 2009 | 1º Rally de España Histórico | Jesús Ferreiro                  | Roberto Lorenzo          | Porsche 911            | España      |
| 2009 | 1º Rally de España Histórico | Jaime Queralt-Lortzing Beckmann | Manuel González Gajate   | Alfa Romeo GTV         | España      |
| 2010 | 2º Rally de España Histórico | Antonio Sainz                   | Javier Martínez Cattaneo | Porsche 911 Carrera    | España      |
| 2010 | 2º Rally de España Histórico | Josep Gui                       | Xavi Gui                 | Renault 5 Alpine       | España      |
| 2011 | 3º Rally de España Histórico | Jesús Ferreiro                  | Roberto Lorenzo          | Porsche 911            | España      |
| 2011 | 3º Rally de España Histórico | Juan Breda                      | J. Alaña                 | Ford Escort MKI        | España      |
| 2012 | 4º Rally de España Histórico | Carlos Sainz                    | Luis Moya                | Porsche 911 SC         | España, ERC |
| 2012 | 4º Rally de España Histórico | Gutiérrez                       | Bandera de España        | Porsche                | España, ERC |
| 2013 | 5º Rally de España Histórico | Carlos Sainz                    | Luis Moya                | Porsche 911 SC         | España, ERC |
| 2014 | 6º Rally de España Histórico | Jesús Ferreiro                  | Javier Anido             | Porsche 911 Carrera RS | España, ERC |
| 2015 | 7º Rally de España Histórico | Serge Cazaux                    | Vincent Clavier          | Lancia 037 Rallye      | España, ERC |